# Italienisch. Zeitschrift für italienische Sprache und Literatur
Die Zeitschrift Italienisch wurde 1979 von Arno Euler und Salvatore A. Sanna ins Leben gerufen. Sie veröffentlicht Beiträge zu italienischer Literatur (vorwiegend des 19. und 20. Jahrhunderts), Sprache, Landeskunde und Didaktik. Sie richtet sich an Hochschullehrer, Lehrer, Studierende und alle, die sich für Italien und seine Kultur interessieren.

## Organisation
Italienisch erscheint halbjährlich im Mai und im November. Bis Ende 2012 war dafür der Verlag für deutsch-italienische Studien beim Friedrich Verlag zuständig, zum 1. Januar 2013 übernahm Narr Francke Attempto aus Tübingen die Zeitschrift. Sie wird durch die Frankfurter Stiftung für deutsch-italienische Studien sowie die Deutsch-Italienische Vereinigung e.V. in Frankfurt am Main gefördert und ist Organ des Deutschen Italianistenverbandes e.V. Italienisch erscheint 2013 im 35. Jahrgang und wird von Marc Föcking, Thomas Krefeld, Salvatore A. Sanna und Rainer Stillers herausgegeben.

## Inhalte
Die Reihe „Biblioteca poetica“ stellt italienische Lyrik in deutscher Übersetzung vor. Die „Sprachecke Italienisch“ ist ein Forum für neue Entwicklungen in der italienischen Gegenwartssprache. In der Rubrik „Zur Praxis des Italienischunterrichts“ werden Vorschläge für den Unterricht mit konkreten Beispielen veröffentlicht. Buchbesprechungen und Kurzrezensionen zu Literatur, Linguistik und Didaktik, sowie eine Aufstellung der „Italienischen Themen“ an den Hochschulen Deutschlands, Österreichs und der Schweiz bilden weitere Themen der Zeitschrift.